# Campeonato Mundial de Media Maratón de 2009
El Campeonato Mundial de Media Maratón Birmingham 2009 fue una competición de media maratón organizada por la Asociación Internacional de Federaciones de Atletismo (IAAF en inglés). La decimoctava edición tuvo lugar el 11 de octubre de 2009 en Birmingham, Reino Unido, con un recorrido por el centro de ciudad y sus suburbios ubicados al sur. Contó con la participación de 157 atletas provenientes de 39 países. La carrera masculina comenzó a las 9:00 tiempo local, mientras que la femenina dio inicio media hora más temprano.

## Medallero
| Evento                  | Oro                            | Plata                       | Bronce                                   |
| ----------------------- | ------------------------------ | --------------------------- | ---------------------------------------- |
| Individual              |                                |                             |                                          |
| Media maratón masculina | Zersenay Tadesse Eritrea 59:35 | Bernard Kipyego Kenia 59:59 | Dathan Ritzenhein Estados Unidos 1:00:00 |
| Media maratón femenina  | Mary Keitany Kenia 1:06:36     | Philes Ongori Kenia 1:07:38 | Aberu Kebede Etiopía 1:07:39             |
| Por equipos             |                                |                             |                                          |
| Media maratón masculina | Kenia 3:01:06                  | Eritrea 3:02:39             | Etiopía 3:06:42                          |
| Media maratón femenina  | Kenia 3:22:30                  | Etiopía 3:26:14             | Japón 3:31:31                            |

## Resultados

### Media maratón masculina

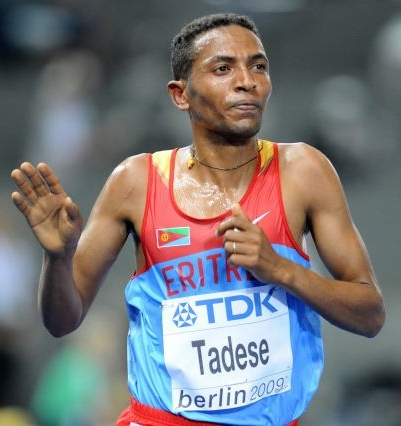
Zersenay Tadese, vencedor de la competencia (imagen del Campeonato Mundial de Atletismo de 2009).

Los resultados de la carrera de media maratón masculina fueron los siguientes:
| Rank                                | Nombre                    | País                            | Tiempo  | Notas                 |
| ----------------------------------- | ------------------------- | ------------------------------- | ------- | --------------------- |
| Medalla de oro, Juegos Olímpicos    | Zersenay Tadese           | Eritrea                         | 59:35   | Récord del campeonato |
| Medalla de plata, Juegos Olímpicos  | Bernard Kipyego           | Kenia                           | 59:59   |                       |
| Medalla de bronce, Juegos Olímpicos | Dathan Ritzenhein         | Estados Unidos                  | 1:00:00 | Personal Best         |
| 4                                   | Wilson Kipsang Kiprotich  | Kenia                           | 1:00:08 |                       |
| 5                                   | Samuel Tsegay             | Eritrea                         | 1:00:17 | Personal Best         |
| 6                                   | Wilson Kwambai Chebet     | Kenia                           | 1:00:59 |                       |
| 7                                   | Kiplimo Kimutai           | Kenia                           | 1:01:31 | Season Best           |
| 8                                   | Stephen Mokoka            | Sudáfrica                       | 1:01:36 |                       |
| 9                                   | Juan Carlos Romero        | México                          | 1:01:48 | Personal Best         |
| 10                                  | Sammy Kitwara             | Kenia                           | 1:01:59 |                       |
| 11                                  | Tilahun Regassa           | Etiopía                         | 1:02:08 | Season Best           |
| 12                                  | Dereje Tesfaye            | Etiopía                         | 1:02:09 |                       |
| 13                                  | Rachid Kisri              | Marruecos                       | 1:02:11 | Personal Best         |
| 14                                  | Abebe Negewo              | Etiopía                         | 1:02:25 | Personal Best         |
| 15                                  | Fabiano Joseph            | Tanzania                        | 1:02:25 | Season Best           |
| 16                                  | Marco Joseph              | Tanzania                        | 1:02:41 | Personal Best         |
| 17                                  | Marílson Gomes dos Santos | Brasil                          | 1:02:41 | Season Best           |
| 18                                  | Daniele Meucci            | Italia                          | 1:02:43 | Personal Best         |
| 19                                  | Abrha Adhanom             | Eritrea                         | 1:02:47 | Personal Best         |
| 20                                  | Andrew Carlson            | Estados Unidos                  | 1:02:50 |                       |
| 21                                  | Yukihiro Kitaoka          | Japón                           | 1:02:50 |                       |
| 22                                  | Fouad Larhiouch           | Francia                         | 1:02:55 | Personal Best         |
| 23                                  | James Theuri              | Francia                         | 1:02:55 |                       |
| 24                                  | Martín Toroitich          | Uganda                          | 1:02:55 | Season Best           |
| 25                                  | Ryosuke Fukuyama          | Japón                           | 1:03:00 |                       |
| 26                                  | Andrew Lemoncello         | Reino Unido                     | 1:03:03 | Personal Best         |
| 27                                  | Moses Aliwa               | Uganda                          | 1:03:06 |                       |
| 28                                  | Yoshinori Oda             | Japón                           | 1:03:09 |                       |
| 29                                  | Olebogeng Masire          | Sudáfrica                       | 1:03:13 |                       |
| 30                                  | Mourad Marofit            | Marruecos                       | 1:03:22 | Season Best           |
| 31                                  | Shamba Gitimi             | Tanzania                        | 1:03:23 | Season Best           |
| 32                                  | Atsushi Sato              | Japón                           | 1:03:25 |                       |
| 33                                  | Jackson Kiprop            | Uganda                          | 1:03:31 |                       |
| 34                                  | Simon Munyutu             | Francia                         | 1:03:33 |                       |
| 35                                  | Solomon Tsige             | Etiopía                         | 1:03:33 | Season Best           |
| 36                                  | Mbongeni Ngxazozo         | Sudáfrica                       | 1:03:47 |                       |
| 37                                  | Sylvain Rukundo           | Ruanda                          | 1:03:59 | Season Best           |
| 38                                  | James Carney              | Estados Unidos                  | 1:04:00 | Season Best           |
| 39                                  | Jean Baptiste Simukeka    | Ruanda                          | 1:04:02 | Personal Best         |
| 40                                  | Gervais Hakizimana        | Ruanda                          | 1:04:04 |                       |
| 41                                  | Eric Sebahire             | Ruanda                          | 1:04:09 | Personal Best         |
| 42                                  | Jeffrey Gwebu             | Sudáfrica                       | 1:04:11 |                       |
| 43                                  | Jeff Hunt                 | Australia                       | 1:04:16 |                       |
| 44                                  | Tesfahiwet Gebretinsae    | Eritrea                         | 1:04:17 | Personal Best         |
| 45                                  | Giomar da Silva           | Brasil                          | 1:04:20 |                       |
| 46                                  | Mark Miles                | Reino Unido                     | 1:04:21 |                       |
| 47                                  | Yemane Teame              | Eritrea                         | 1:04:23 | Personal Best         |
| 48                                  | Giovanni Ruggiero         | Italia                          | 1:04:24 |                       |
| 49                                  | Ahmed Baday               | Marruecos                       | 1:04:42 |                       |
| 50                                  | Abdellah Taghrafet        | Marruecos                       | 1:04:46 |                       |
| 51                                  | Miguel Ángel Gamonal      | España                          | 1:04:47 |                       |
| 52                                  | Denis Curzi               | Italia                          | 1:04:51 | Season Best           |
| 53                                  | John Cusi                 | Perú                            | 1:04:56 |                       |
| 54                                  | Joe McAlister             | Irlanda                         | 1:04:57 | Personal Best         |
| 55                                  | Matt Loiselle             | Canadá                          | 1:04:59 |                       |
| 56                                  | Francesco Bona            | Italia                          | 1:05:01 |                       |
| 57                                  | Arturo Regules            | México                          | 1:05:09 |                       |
| 58                                  | Sergio Reyes              | México                          | 1:05:11 | Personal Best         |
| 59                                  | Jaime Caldua              | Perú                            | 1:05:16 |                       |
| 60                                  | Phil Wicks                | Reino Unido                     | 1:05:18 |                       |
| 61                                  | David Ramard              | Francia                         | 1:05:23 |                       |
| 62                                  | Daniele Caimmi            | Italia                          | 1:05:23 | Season Best           |
| 63                                  | Andrew Jones              | Reino Unido                     | 1:05:37 |                       |
| 64                                  | Brett Gotcher             | Estados Unidos                  | 1:05:43 |                       |
| 65                                  | Cristinel Irimia          | Rumania                         | 1:05:51 |                       |
| 66                                  | Keenetse Moswasi          | Botsuana                        | 1:05:59 | Season Best           |
| 67                                  | Tomomi Itakura            | Japón                           | 1:06:00 |                       |
| 68                                  | Benoit Holzerny           | Francia                         | 1:06:00 |                       |
| 69                                  | Constantino León          | Perú                            | 1:06:05 |                       |
| 70                                  | Scotty Bauhs              | Estados Unidos                  | 1:06:07 | Season Best           |
| 71                                  | Godiraone Nthompe         | Botsuana                        | 1:06:07 | Personal Best         |
| 72                                  | Ndabili Bashingili        | Botsuana                        | 1:06:08 | Season Best           |
| 73                                  | Rapula Diphoko            | Botsuana                        | 1:06:12 | Personal Best         |
| 74                                  | Pablo Villalobos          | España                          | 1:06:17 |                       |
| 75                                  | Gareth Raven              | Reino Unido                     | 1:06:51 |                       |
| 76                                  | Kaelo Mosalagae           | Botsuana                        | 1:07:10 | Season Best           |
| 77                                  | Wu Shiwei                 | China                           | 1:07:14 |                       |
| 78                                  | João de Lima              | Brasil                          | 1:07:14 |                       |
| 79                                  | Franck de Almeida         | Brasil                          | 1:07:44 |                       |
| 80                                  | Daglas Mashili            | Zambia                          | 1:07:56 | Season Best           |
| 81                                  | Taivo Püi                 | Estonia                         | 1:07:58 | Personal Best         |
| 82                                  | Edmundo Torres            | Perú                            | 1:08:12 |                       |
| 83                                  | José Francisco Chávez     | Costa Rica                      | 1:08:41 | Personal Best         |
| 84                                  | César Lizano              | Costa Rica                      | 1:09:08 | Personal Best         |
| 85                                  | Xolisa Tyali              | Sudáfrica                       | 1:09:12 |                       |
| 86                                  | Chan Ka Ho                | Hong Kong                       | 1:10:17 | Season Best           |
| 87                                  | Fernando Rey              | España                          | 1:10:18 |                       |
| 88                                  | Marcel Tschopp            | Liechtenstein                   | 1:10:28 | Season Best           |
| 89                                  | Ronnie Holassie           | Trinidad y Tobago               | 1:11:18 | Season Best           |
| 90                                  | Gaylord Silly             | Seychelles                      | 1:11:57 |                       |
| 91                                  | Simon Labiche             | Seychelles                      | 1:12:01 | Season Best           |
| 92                                  | Mengi Patou               | República Democrática del Congo | 1:12:17 | Personal Best         |
| 93                                  | Andrew Pollando           | Uganda                          | 1:14:00 | Personal Best         |
| 94                                  | Chan Chan Kit             | Macao                           | 1:28:04 | Season Best           |
| —                                   | Haylu Mekonnen            | Etiopía                         | DNF     |                       |
| —                                   | Gary Murray               | Irlanda                         | DNF     |                       |
| —                                   | Mohamed Isak              | Somalia                         | DNF     |                       |
| —                                   | Perhat Annagylyjov        | Turkmenistán                    | DNF     |                       |
| —                                   | Damian Paul Chopa         | Tanzania                        | DNS     |                       |

### Media maratón femenina
Los resultados de la carrera de media maratón femenina fueron los siguientes:
| Rank                                | Nombre                      | País           | Tiempo  | Notas                 |
| ----------------------------------- | --------------------------- | -------------- | ------- | --------------------- |
| Medalla de oro, Juegos Olímpicos    | Mary Keitany                | Kenia          | 1:06:36 | Récord del campeonato |
| Medalla de plata, Juegos Olímpicos  | Philes Ongori               | Kenia          | 1:07:38 | Personal Best         |
| Medalla de bronce, Juegos Olímpicos | Aberu Kebede                | Etiopía        | 1:07:39 | Personal Best         |
| 4                                   | Caroline Cheptanui Kilel    | Kenia          | 1:08:16 | Personal Best         |
| 5                                   | Mestawet Tufa               | Etiopía        | 1:09:11 | Personal Best         |
| 6                                   | Tirfi Tsegaye               | Etiopía        | 1:09:24 | Personal Best         |
| 7                                   | Kimberley Smith             | Nueva Zelanda  | 1:09:35 | Récord nacional       |
| 8                                   | Filomena Cheyech Daniel     | Kenia          | 1:09:44 |                       |
| 9                                   | Silvia Skvortsova           | Rusia          | 1:09:56 | Season Best           |
| 10                                  | Amy Yoder Begley            | Estados Unidos | 1:10:09 | Personal Best         |
| 11                                  | Yurika Nakamura             | Japón          | 1:10:19 |                       |
| 12                                  | Ryoko Kizaki                | Japón          | 1:10:32 |                       |
| 13                                  | Workitu Ayanu               | Etiopía        | 1:10:35 | Personal Best         |
| 14                                  | René Kalmer                 | Sudáfrica      | 1:10:37 | Personal Best         |
| 15                                  | Remi Nakazato               | Japón          | 1:10:40 |                       |
| 16                                  | Serena Burla                | Estados Unidos | 1:10:55 | Personal Best         |
| 17                                  | Analía Rosa                 | Portugal       | 1:11:08 | Personal Best         |
| 18                                  | Peninah Arusei              | Kenia          | 1:11:10 |                       |
| 19                                  | Annerien van Schalkwyk      | Sudáfrica      | 1:11:26 | Personal Best         |
| 20                                  | Dulce María Rodríguez       | México         | 1:11:32 | Season Best           |
| 21                                  | Abebu Gelan                 | Etiopía        | 1:11:33 |                       |
| 22                                  | Elza Kireeva                | Rusia          | 1:11:34 | Personal Best         |
| 23                                  | Furtuna Zegergish           | Eritrea        | 1:11:56 |                       |
| 24                                  | Claire Hallissey            | Reino Unido    | 1:12:14 |                       |
| 25                                  | Yukiko Akaba                | Japón          | 1:12:20 |                       |
| 26                                  | Irina Timofeyeva            | Rusia          | 1:12:38 | Season Best           |
| 27                                  | Olivera Jevtić              | Serbia         | 1:12:44 |                       |
| 28                                  | Hiroko Shoi                 | Japón          | 1:12:46 |                       |
| 29                                  | María Sig Møller            | Dinamarca      | 1:12:50 | Personal Best         |
| 30                                  | Cassie Fien                 | Australia      | 1:12:55 |                       |
| 31                                  | Galina Aleksandrova         | Rusia          | 1:13:01 |                       |
| 32                                  | Amy Hastings                | Estados Unidos | 1:13:20 | Personal Best         |
| 33                                  | Michelle Ross-Cope          | Reino Unido    | 1:13:50 |                       |
| 34                                  | Alina Istudora              | Rumania        | 1:14:01 | Personal Best         |
| 35                                  | Emma Quaglia                | Italia         | 1:14:11 | Season Best           |
| 36                                  | Nyakisi Adero               | Uganda         | 1:14:17 |                       |
| 37                                  | Heidi Westover / Westerling | Estados Unidos | 1:14:22 |                       |
| 38                                  | Marisol Romero              | México         | 1:14:26 | Personal Best         |
| 39                                  | Poppy Mlambo                | Sudáfrica      | 1:14:27 | Personal Best         |
| 40                                  | Inés Melchor                | Perú           | 1:14:33 | Personal Best         |
| 41                                  | Jimena Misayauri            | Perú           | 1:14:47 |                       |
| 42                                  | Ivana Iozzia                | Italia         | 1:14:52 |                       |
| 43                                  | Gemma Miles                 | Reino Unido    | 1:14:56 |                       |
| 44                                  | Alyson Dixon                | Reino Unido    | 1:15:19 |                       |
| 45                                  | Rebecca Robinson            | Reino Unido    | 1:16:21 |                       |
| 46                                  | Claudette Mukasakindi       | Ruanda         | 1:16:31 | Personal Best         |
| 47                                  | Elva Dryer                  | Estados Unidos | 1:16:42 |                       |
| 48                                  | Nuța Olaru                  | Rumania        | 1:16:56 |                       |
| 49                                  | Hortencia Arazapalo         | Perú           | 1:17:27 |                       |
| 50                                  | María Baldaia               | Brasil         | 1:18:32 | Season Best           |
| 51                                  | Julia Rivera                | Perú           | 1:18:51 |                       |
| 52                                  | Caroline Desprez            | Francia        | 1:19:06 |                       |
| 53                                  | Elizet Banda                | Zambia         | 1:19:07 | Récord nacional       |
| 54                                  | Judith Ramírez              | México         | 1:19:41 |                       |
| 55                                  | Caitriona Jennings          | Irlanda        | 1:20:47 |                       |
| 56                                  | Liu Yingjie                 | China          | 1:24:29 | Personal Best         |
| 57                                  | Chao Fong Leng              | Macao          | 1:31:47 | Récord nacional       |
| 58                                  | Simone Zapha                | Seychelles     | 1:38:58 | Personal Best         |
| —                                   | Inga Abitova                | Rusia          | DQ      | §                     |

§ La rusa Inga Abitova llegó inicialmente en el noveno puesto con 1:09:53, pero sus resultados fueron anulados por haber quebrantado las regulaciones antidopaje.

## Resultados por equipos

### Media maratón masculina
La clasificación final por equipos de la carrera de media maratón masculina fue la siguiente:
| Rank                                | País           | Equipo                                                         | Tiempo  |
| ----------------------------------- | -------------- | -------------------------------------------------------------- | ------- |
| Medalla de oro, Juegos Olímpicos    | Kenia          | Bernard Kipyego Wilson Kipsang Kiprotich Wilson Kwambai Chebet | 3:01:06 |
| Medalla de plata, Juegos Olímpicos  | Eritrea        | Zersenay Tadese Samuel Tsegay Adhanom Abraha                   | 3:02:39 |
| Medalla de bronce, Juegos Olímpicos | Etiopía        | Tilahun Regassa Dereje Tesfaye Abebe Negewo                    | 3:06:42 |
| 4                                   | Estados Unidos | Dathan Ritzenhein Andrew Carlson James Carney                  | 3:06:50 |
| 5                                   | Tanzania       | Fabiano Joseph Marco Joseph Shamba Gitimi                      | 3:08:29 |
| 6                                   | Sudáfrica      | Stephen Mokoka Olebogeng Masire Mbongeni Ngxazozo              | 3:08:36 |
| 7                                   | Japón          | Yukihiro Kitaoka Ryosuke Fukuyama Yoshinori Oda                | 3:08:59 |
| 8                                   | Francia        | Fouad Larhiouch James Theuri Simon Munyutu                     | 3:09:23 |
| 9                                   | Uganda         | Martin Toroitich Moses Aliwa Jackson Kiprop                    | 3:09:32 |
| 10                                  | Marruecos      | Rachid Kisri Mourad Marofit Ahmed Baday                        | 3:10:15 |
| 11                                  | Italia         | Daniele Meucci Giovanni Ruggiero Denis Curzi                   | 3:11:58 |
| 12                                  | Ruanda         | Sylvain Rukundo Jean Baptiste Simukeka Gervais Hakizimana      | 3:12:05 |
| 13                                  | México         | Juan Carlos Romero Bernal Arturo Regules Sergio Reyes          | 3:12:08 |
| 14                                  | Reino Unido    | Andrew Lemoncello Mark Miles Phil Wicks                        | 3:12:42 |
| 15                                  | Brasil         | Marilson dos Santos Giomar da Silva João de Lima               | 3:14:15 |
| 16                                  | Perú           | John Cusi Huamán Jaime Caldua Constantino León                 | 3:16:17 |
| 17                                  | Botsuana       | Keenetse Moswasi Godiraone Nthompe Ndabili Bashingili          | 3:18:14 |
| 18                                  | España         | Miguel Ángel Gamonal Pablo Villalobos Fernando Rey             | 3:21:22 |

### Media maratón femenina
La clasificación final por equipos de la carrera de media maratón femenina fue la siguiente:
| Rank                                | País           | Equipo                                              | Tiempo   |
| ----------------------------------- | -------------- | --------------------------------------------------- | -------- |
| Medalla de oro, Juegos Olímpicos    | Kenia          | Mary Keitany Philes Ongori Caroline Cheptanui Kilel | 3:22:30  |
| Medalla de plata, Juegos Olímpicos  | Etiopía        | Aberu Kebede Mestawet Tufa Tirfi Tsegaye            | 3:26:14  |
| Medalla de bronce, Juegos Olímpicos | Japón          | Yurika Nakamura Ryoko Kizaki Remi Nakazato          | 3:31:31  |
| 4                                   | Rusia          | Silvia Skvortsova Elza Kireeva Irina Timofeyeva     | 3:34:08† |
| 5                                   | Estados Unidos | Amy Yoder Begley Serena Burla Amy Hastings          | 3:34:24  |
| 6                                   | Sudáfrica      | René Kalmer Annerien van Schalkwyk Poppy Mlambo     | 3:36:30  |
| 7                                   | Reino Unido    | Claire Hallissey Michelle Ross-Cope Gemma Miles     | 3:41:00  |
| 8                                   | México         | Dulce María Rodríguez Marisol Romero Judith Ramírez | 3:45:39  |
| 9                                   | Perú           | Inés Melchor Jimena Misayauri Hortencia Arazapalo   | 3:46:47  |

§ El equipo de Rusia estaba posicionado inicialmente en el tercer puesto con 3:31:23, pero retrocedió detrás de Japón debido a la descalificación de Inga Abitova.

## Participación
El número de participantes en el campeonato fue de 157 atletas que representaron a 39 países.
- Australia
- Botsuana
- Brasil
- Canadá
- China
- República Democrática del Congo
- Costa Rica
- Dinamarca
- Eritrea
- España
- Estados Unidos
- Estonia
- Etiopía
- Francia
- Hong Kong
- Irlanda
- Italia
- Japón
- Kenia
- Liechtenstein
- Macao
- México
- Marruecos
- Nueva Zelanda
- Perú
- Portugal
- Reino Unido
- Rumania
- Rusia
- Ruanda
- Serbia
- Seychelles
- Somalia
- Sudáfrica
- Tanzania
- Trinidad y Tobago
- Turkmenistán
- Uganda
- Zambia